# Hubera multistamina
Hubera multistamina är en kirimojaväxtart som först beskrevs av George Edward Schatz och Le Thomas, och fick sitt nu gällande namn av Chaowasku. Hubera multistamina ingår i släktet Hubera och familjen kirimojaväxter. Inga underarter finns listade i Catalogue of Life.